# Preis für Popkultur 2022
Der Preis für Popkultur 2022 war die sechste Verleihung des deutschen Musikpreises. Der Preis wird vom Verein Förderung der Popkultur e.V. verliehen.
Die Veranstaltung fand zum ersten Mal im Admiralspalast in Berlin vor 1000 Zuschauern statt. Moderatoren waren Salwa Houmsi und Jo Schück. Zum Rahmenprogramm gehörten Liveauftritte von Byelian, Paula Hartmann mit Philipp Timm, Lie Ning, Pabst und Tocotronic.
Den Preis für ihr Lebenswerk erhielt Doro Pesch.

## Gewinner und Nominierte
| Lieblingskünstler*in | Lieblingsband |
| --- | --- |
| Antje Schomaker – Ich muss gar nichts - Alli Neumann – Madonna Whore Komplex - Casper – Alles war schön und nichts tat weh - Drangsal – Exit Strategy - Schmyt – Liebe verloren | Beatsteaks – Kommando Sunshine - Ätna – Push Liofe - Blond – Du und ich - Pabst – Mercy Stroke - Tocotronic – Nie wieder Krieg |
| Hoffnungsvollste*r Newcomer*in | Lieblingsproduzent*in |
| Team Scheisse – Ich hab dir Blumen von der Tanke mitgebracht - Betterov – Der Teufel steckt im Detail - Edwin Rosen – mktleerenhänden - Nina Chuba – Alles gleich - Paula Hartmann – Nie verliebt | Kitschkrieg – 5 Minuten - Kat Frankie – Shiny Things - Max Rieger – Alles war schön und nichts tat weh (Casper) - Moses Schneider – Aus allen Nähten (Husten)/Nie wieder Krieg (Tocotronic) - Tim Tautorat – für Betterov / Provinz / Jeremias                                                                                                  |
| Lieblingsalbum | Lieblingslied |
| Tocotronic – Nie wieder Krieg - Ätna – Push Life - Casper – Alles war schön und nichts tat weh - Paula Hartmann – Nie verliebt - Schmyt – Universum regelt | Kummer feat. Fred Rabe – Der letzte Song (alles wird gut) - Antje Schomaker – Ich muss gar nichts - Die Nerven – Europa - Edwin Rosen – Vertigo - Paula Hartmann – Kugeln im Lauf |
| Lieblingsvideo | Beeindruckendste Live-Performance |
| Betterov – Bring mich nach Hause - Beatsteaks – Kommando Sunshine - Casper – Alles war schön und nichts tat weh - Kummer feat. Fred Rabe – Der letzte Song (alles wird gut) - Paula Hartmann feat. Casper – Kein Happy End                                                                                        | Rammstein – Zeit – Olympiastadion Berlin - Ätna – Push Life Tour - Betterov – Live in Concert – Die Dussmann Session - Die Ärzte – Berlin Tour MMXXII - Giant Rooks – Rookery-Tour 2022 |
| Gelebte Popkultur | Schönste Geschichte |
| Carolin Kebekus – Dcksfestival - www.Alarmstuferot-Soforthilfe.org – Das ist echte Soforthilfe - Beatsteaks – Konzert im Waschhaus Potsdam für Held*innen der Pandemie - c/o pop Festival und Convention - Wiedervereinigung 2.0 – Casper, K.I.Z und Kraftklub Benefiz-Konzert für die Crews während der Pandemie | Blond – Du und Ich – Die Hütte der sexualisierten Gewalt - Fest und Flauschig – Willi Moese und die Schatten der Vergangenheit - Immergut Festival – Immergut Schnack: Die musikalische Festivalvorschau - Jan Müller – Reflektor Podcast - Torsten Groß (Musikexpress) – Es war einmal in Seattle: Wie Grunge seinen Anfang und sein Ende nahm |
| Lifetime Achievement | |
| Doro Pesch | |